# 林家たこ蔵
林家 たこ蔵（はやしや たこぞう、1979年7月4日 - ）は、落語協会に所属する落語家。

## 経歴
2003年11月、林家こぶ平（現在の九代目正蔵）に入門。
2004年3月より前座となる。前座名は「たこ平」。
2007年5月、古今亭ちよりんと共に二ツ目昇進。
2018年9月、古今亭駒治、柳家小平太、柳家勧之助、古今亭駒子（ちよりん改め）と共に真打昇進。「たこ蔵」と改名。九代目正蔵の弟子で真打昇進時に「○○平」から「○○蔵」へと改名した例はたこ蔵のみである。

## メディア

### 広告
- 大丸·松坂屋 紳士服セール特設サイト「ハタラクオトコグミ」(2019年）[2]

### 映画
- 子どもたちをよろしく（2020年）- タケシ 役
- 自宅警備員と家事妖精（2021年）- 辰巳明 役[3]
- 天上の花（2022年）- 按摩師 役[4]
- GOLDFISH（2023年）[5]
- 福田村事件（2023年）

### テレビドラマ
- 相棒（2021年1月20日、テレビ朝日）- 落語指導